# Hipparchia cypriaca
Hipparchia cypriaca är en fjärilsart som beskrevs av Otto Staudinger 1878. Hipparchia cypriaca ingår i släktet Hipparchia och familjen praktfjärilar. Inga underarter finns listade i Catalogue of Life.